# Bahamas aux Jeux paralympiques
Les Bahamas participent un temps aux Jeux paralympiques, de 1972 à 1988. Le pays débute aux Jeux d'été de 1972 à Heidelberg, où il est représenté par un unique athlète, John Sands, à l'épreuve du 60 mètres en fauteuil roulant. Aux quatre éditions suivantes des Jeux, il envoie entre deux et six athlètes, qui prennent part aux épreuves d'athlétisme, de tennis de table (en 1976) et de natation (en 1980). Les Bahaméens remportent au total deux médailles d'argent et trois de bronze. Ils n'ont plus participé aux Jeux paralympiques d'été depuis ceux de 1988 à Séoul, et n'ont jamais pris part aux Jeux d'hiver.

## Médaillés bahaméens
| Jeux                             | Nom              | Sport      | Épreuve                        | Résultat                               | Performance    |
| -------------------------------- | ---------------- | ---------- | ------------------------------ | -------------------------------------- | -------------- |
| 1980 Arnhem                      | John Sands       | Athlétisme | Lancer de massue hommes 1B     | Médaille d'argent, Jeux paralympiques  | 25,10 mètres   |
| 1984 Stoke Mandeville / New York | Christine Morgan | Athlétisme | Lancer de disque femmes 6      | Médaille d'argent, Jeux paralympiques  | 16,64 mètres   |
| 1980 Arnhem                      | John Sands       | Athlétisme | Lancer de disque hommes 1B     | Médaille de bronze, Jeux paralympiques | 12,26 mètres   |
| 1980 Arnhem                      | Christine Morgan | Natation   | 100 mètres nage libre femmes 6 | Médaille de bronze, Jeux paralympiques | 2 min 1 s 98   |
| 1984 Stoke Mandeville / New York | Christine Morgan | Athlétisme | Pentathlon femmes 6            | Médaille de bronze, Jeux paralympiques | 2 964,8 points |